# 최동섭
최동섭(崔同燮, 1935년 ~ )은 대한민국의 제19대 건설부 장관을 지낸 공무원이다. 본관은 화순이며, 출생지는 전라북도 남원이다.

## 생애
최동섭은 전주고등학교와 서울대학교 법대를 졸업하고 행정고시 13회에 합격하여 공직생활을 시작했다. 국무총리실 행정조정관을 거쳐 1987년부터 1년 간 건설부 장관을 역임했다. 퇴임 후 토지공사이사장과 건설진흥회장 등을 맡았다.

## 학력
- 남원용성초등학교
- 군산중학교
- 전주고등학교
- 서울대학교 법과대학

## 경력
- 행정고시 13회
- 총무처 행정조사연구실장
- 소청심사위원회 위원장
- 1987년 12월 15일 ~ 1988년 12월 5일 건설부 장관
- 2000년 동아건설 대표이사 회장
- 한민족원로회 원로위원
- 2019년 8월 8일 ~ 2023년 8월 7일 경인여자대학교 이사